# Theropoder
Theropoda (från grekiskans thērion = "Djur" och Pod = "Fot"), svensk namnvariant theropoder, är en underordning av dinosaurier. Denna grupp omfattar de flesta av de dinosaurier som levde på kött, men även arter som levde av annan föda. Fossil efter många olika familjer har hittats världen över, och visar att de var både vitt spridda och förekom i många olika former och storlekar. Gruppen brukar traditionellt delas in i två grupper, kallade coelurosaurier och carnosaurier, men under senare decennier har denna indelning visat sig vara felaktig och deras släktskap är mer komplicerade än en indelning som egentligen endast baserades på storleken av djuren.  
Theropoda definieras som den mest inkluderande monofyletiska grupp som inkluderar gråsparven (Passer domesticus) men inte ornithischien Triceratops. Denna definition är således stambaserad.
De första theropoderna anses ha dykt upp tidigt i dinosauriernas historia och tros vara från slutet av den geologiska perioden Trias för runt 230 milj. år sedan. Från juraperiodens början till kritaperiodens slut var theropoderna de enda större rovdjuren på land.
Fåglarna (Aves) är en överlevande grupp av theropoder, och således är theropoderna inte en utdöd grupp.

## Biologi

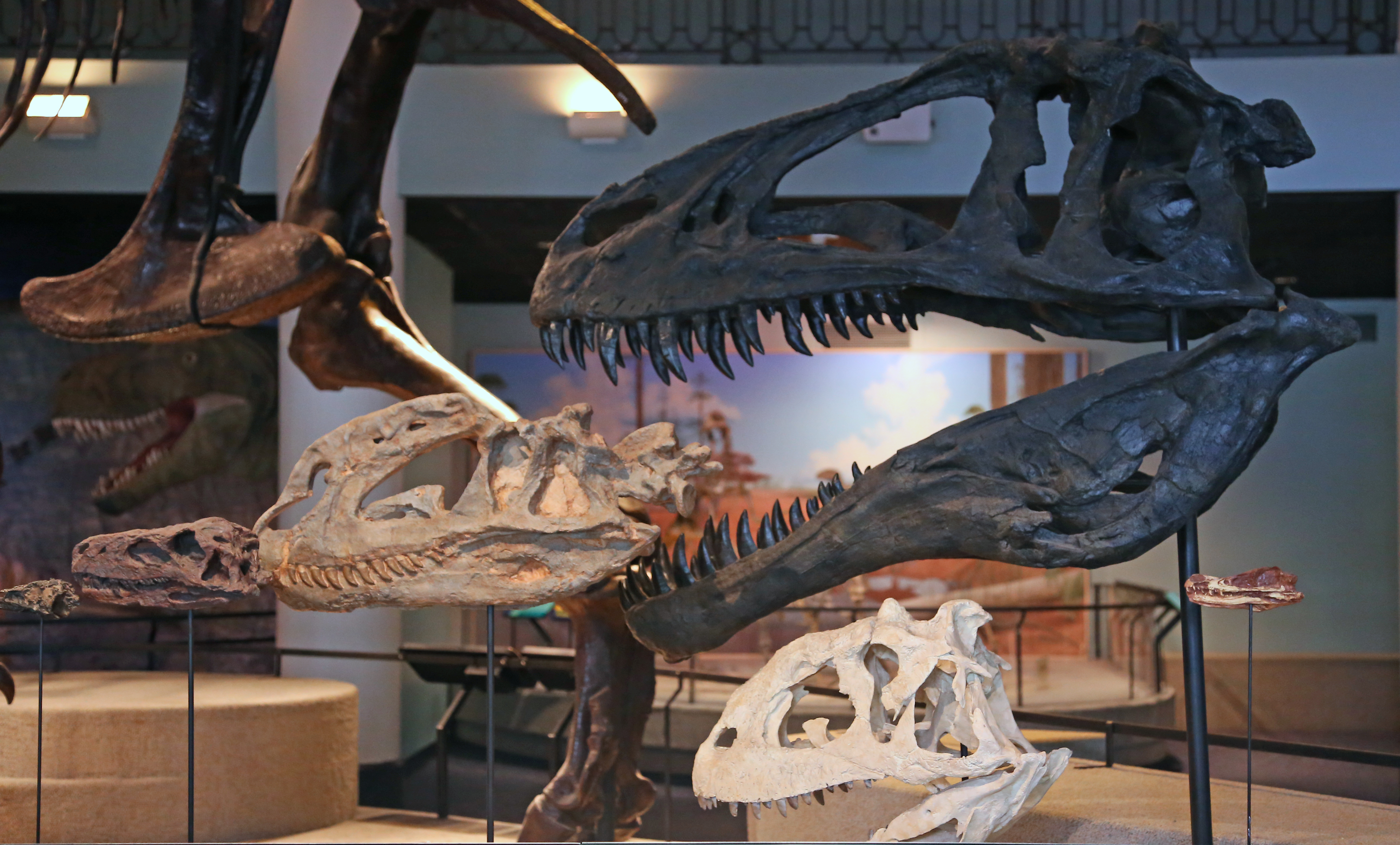
Skallar från diverse theropoder.

Theropoder klassificeras under gruppen Ornithoscelida, som en systergrupp till de Ornithischiska dinosaurierna, även om de i likhet med sauropodomorpherna generellt hade höfter med blygdben som var vinklade framåt, i likhet med dagens ödlor. Theropoderna verkar också ha varit mycket utpräglade för att gå uteslutande på bakbenen, med svansarna utsträckta bakom sig för att balansera och väga upp främre delen av kroppen.

### Storlekar

Diagram över några av de största theropoderna.

Olika Theropoder skiljde sig avsevärt i storlek. Bland dem återfinns de största köttätande landdjur som vetenskapen känner till, med släkten som Tyrannosaurus, Giganotosaurus och Carcharodontosaurus. Dessa djur tros ha mätt omkring 13 meter från nos till svans, och vägt betydligt mer än en afrikansk elefant. Andra grupper och släkten, såsom släktet Spinosaurus, tros ha blivit ännu större. Spinosaurus har beräknats till en storlek av 16 meter från nos till svans, och har föreslagits vägt 7 ton, mindre än till exempel Tyrannosaurus. Många theropoder tenderade ofta att vara ganska småvuxna. Ett känt exempel är Compsognathus, som inte var mycket större än en höna.

### Föda
Merparten av theropoderna tycks ha varit köttätande rovdjur. Några få grupper, exempelvis Ornithomimosauria, Oviraptorosauria och Therizinosauria, var dock specialiserade för att livnära sig på växter och vissa släkten, framför allt släkten inom familjen Spinosauridae, har av flera forskare betraktats som utpräglade fiskätare.

## Taxonomi
Theropoda är en underordning inom gruppen dinosauria. Några av de släkten som anses vara de mest primitiva representanterna för gruppen är till exempel Eodromaeus och Tawa. Senare, mer avancerade theropoder delas in i varsin infraordning, Ceratosauria och Tetanurae. Inom Tetanurae ingår bland annat grupperna Carnosauria och Coelurosauria.
- Underordning Theropoda
  - †Coelophysoidea (till exempel Coelophysis)
  - †Dilophosauridae (till exempel Dilophosaurus)
  - †Ceratosauria
    - †Ceratosauridae (till exempel Ceratosaurus)
    - †Abelisauroidea (till exempel Majungasaurus och Carnotaurus)

  - Tetanurae
    - †Megalosauroidea
      - †Megalosauridae (till exempel Torvosaurus och Megalosaurus)
      - †Spinosauridae (till exempel Spinosaurus och Baryonyx)

    - †Carnosauria
      - †Metriacanthosauridae (till exempel Metriacanthosaurus)
      - †Allosauridae (till exempel Allosaurus)
      - †Carcharodontosauridae (till exempel Carcharodontosaurus och Giganotosaurus)

    - Coelurosauria
      - †Compsognathidae (till exempel Compsognathus)
      - †Tyrannosauroidea (till exempel Proceratosaurus och Tyrannosaurus)
      - †Ornithomimosauria (till exempel Deinocheirus och Struthiomimus)
      - †Alvarezsauroidea (till exempel Alvarezsaurus)
      - Maniraptora
        - †Therizinosauria (till exempel Therizinosaurus och Nothronychus)
        - †Oviraptorosauria (till exempel Oviraptor)
        - †Archaeopterygidae (till exempel Archaeopteryx)
        - †Deinonychosauria (till exempel Velociraptor, Deinonychus och Troodon)
        - Avialae
          - †Scansoriopterygidae (till exempel Yi och Epidexipteryx)
          - †Omnivoropterygidae (till exempel Sapeornis)
          - †Confuciusornithidae (till exempel Confuciusornis)
          - †Enantiornithes (till exempel Zhouornis)
          - Euornithes
            - †Yanornithiformes (till exempel Songlingornis)
            - †Hesperornithes (till exempel Baptornis och Hesperornis)
            - Aves (moderna fåglar och deras utdöda släktingar)

### Släktskap med fåglar
Den absoluta majoriteten av forskare anser idag att dagens fåglar har utvecklats ur små theropoder inom gruppen Maniraptora. Denna hypotes föreslogs för första gången av Thomas Huxley 1868. Fynd av fossila avtryck har även visat att fjädrar, som hos fåglarna, uppträtt inom theropoderna i flera familjer.